# Natação nos Jogos Paralímpicos de Verão de 2012 - 50 m livre masculino
As competições de 50 metros livre masculino da natação nos Jogos Paralímpicos de Verão de 2012 foram disputadas entre os dias 30 de agosto e 7 de setembro no Centro Aquático de Londres, na capital britânica. Participaram desse evento atletas de 11 classes diferentes de deficiência.

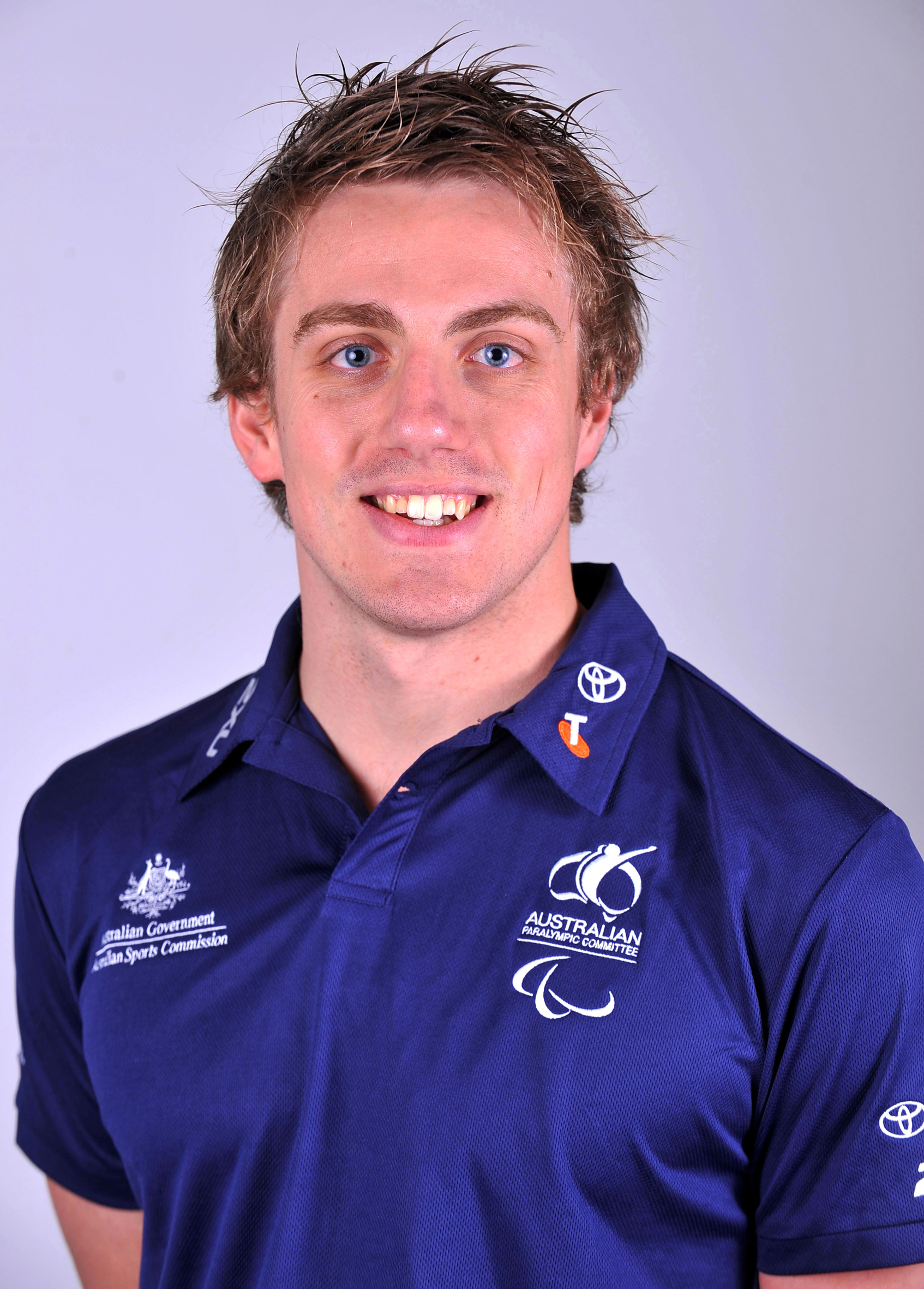
O australiano Matthew Cowdrey conquistou a medalha de ouro nos 50 metros livres S9.

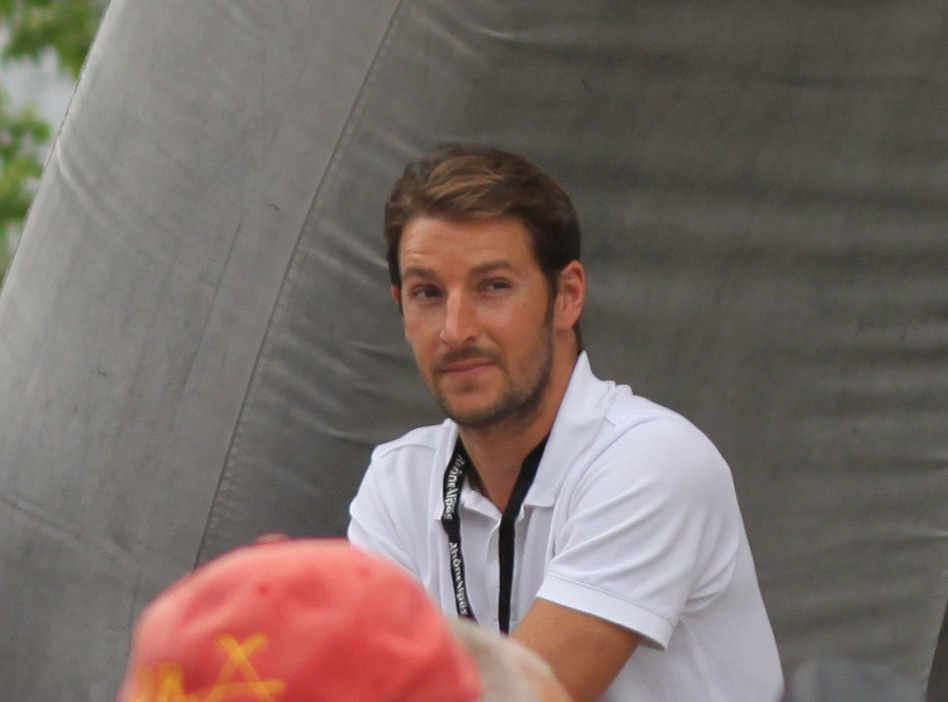
O francês David Smétanine, competindo na classe S4, conquistou a medalha de prata nos 50 metros livres.

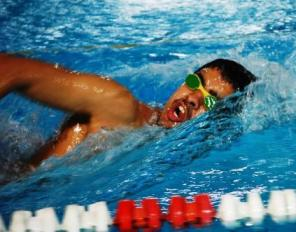
O espanhol Enhamed Enhamed ficou com a medalha de bronze nos 50 metros livres S11.

## Medalhistas

### Classe S2
| Ouro   | CHN Yang Yang                |
| Prata  | RUS Dmitry Kokarev           |
| Bronze | GRE Aristeidis Makrodimitris |

### Classe S4
| Ouro   | UKR Eskender Mustafaiev |
| Prata  | FRA David Smétanine     |
| Bronze | CZE Jan Povýšil         |

### Classe S5
| Ouro   | BRA Daniel Dias         |
| Prata  | ESP Sebastián Rodríguez |
| Bronze | USA Roy Perkins         |

### Classe S6
| Ouro   | CHN Xu Qing                |
| Prata  | CUB Lorenzo Pérez Escalona |
| Bronze | CHN Zheng Tao              |

### Classe S7
| Ouro   | USA Lantz Lamback  |
| Prata  | CHN Pan Shiyun     |
| Bronze | GBR Matthew Walker |

### Classe S8
| Ouro   | RUS Denis Tarasov  |
| Prata  | NED Maurice Deelen |
| Bronze | CHN Wang Yinan     |

### Classe S9
| Ouro   | AUS Matthew Cowdrey           |
| Prata  | HUN Tamás Tóth                |
| Bronze | ESP José Antonio Mari Alcaraz |

### Classe S10
| Ouro   | BRA André Brasil       |
| Prata  | CAN Nathan Stein       |
| Bronze | AUS Andrew Pasterfield |

### Classe S11
| Ouro   | CHN Yang Bozun      |
| Prata  | USA Bradley Snyder  |
| Bronze | ESP Enhamed Enhamed |

### Classe S12
| Ouro   | UKR Maksym Veraksa           |
| Prata  | RUS Aleksandr Nevolin-Svetov |
| Bronze | USA Tucker Dupree            |

### Classe S13
| Ouro   | RSA Charl Bouwer   |
| Prata  | BLR Ihar Boki      |
| Bronze | UKR Oleksii Fedyna |

## S2

### Eliminatórias

#### Eliminatória 1
| Pos. | Raia | Atleta                       | Tempo   | Notas |
| ---- | ---- | ---------------------------- | ------- | ----- |
| 1    | 4    | GRE Aristeidis Makrodimitris | 1:06.69 | Q     |
| 2    | 3    | ISR Iad Josef Shalabi        | 1:07.52 | Q     |
| 3    | 5    | POL Jacek Czech              | 1:07.56 | Q     |
| 4    | 6    | USA Curtis Lovejoy           | 1:10.44 | Q     |
| 5    | 2    | ITA Francesco Bettella       | 1:13.86 |       |
| —    | 7    | GRE Christos Tampaxis        | DNS     |       |

#### Eliminatória 2
| Pos. | Raia | Atleta                  | Tempo   | Notas |
| ---- | ---- | ----------------------- | ------- | ----- |
| 1    | 7    | CHN Yang Yang           | 1:01.05 | Q     |
| 2    | 4    | RUS Dmitrii Kokarev     | 1:05.61 | Q     |
| 3    | 6    | UKR Ievgen Panibratets  | 1:08.45 | Q     |
| 4    | 5    | ISR Itzhak Mamistvalov  | 1:08.73 | Q     |
| 5    | 2    | GRE Georgios Kapellakis | 1:10.48 |       |
| 6    | 3    | GBR James Anderson      | 1:10.61 |       |

### Final
| Pos.   | Raia | Atleta                       | Tempo   | Notas |
| ------ | ---- | ---------------------------- | ------- | ----- |
| Ouro   | 4    | CHN Yang Yang                | 1:01.39 |       |
| Prata  | 5    | RUS Dmitrii Kokarev          | 1:02.47 |       |
| Bronze | 3    | GRE Aristeidis Makrodimitris | 1:04.86 |       |
| 4      | 2    | POL Jacek Czech              | 1:06.41 |       |
| 5      | 6    | ISR Iad Josef Shalabi        | 1:07.07 |       |
| 6      | 1    | ISR Itzhak Mamistvalov       | 1:07.94 |       |
| 7      | 7    | UKR Ievgen Panibratets       | 1:08.75 |       |
| 8      | 8    | USA Curtis Lovejoy           | 1:13.45 |       |

## S4

### Eliminatórias

#### Eliminatória 1
| Pos. | Raia | Atleta                       | Tempo | Notas |
| ---- | ---- | ---------------------------- | ----- | ----- |
| 1    | 5    | MEX Gustavo Sánchez Martínez | 39.48 | Q     |
| 2    | 6    | SLO Darko Đurić              | 39.71 | Q     |
| 3    | 4    | ESP Richard Oribe            | 39.80 | Q     |
| 4    | 3    | CZE Jan Povýšil              | 40.65 | Q     |
| 5    | 2    | NED Michael Schoenmaker      | 43.01 |       |
| 6    | 7    | RUS Aleksei Lyzhikhin        | 44.08 |       |
| 7    | 1    | LTU Kęstutis Skučas          | 52.13 |       |

#### Eliminatória 2
| Pos. | Raia | Atleta                          | Tempo   | Notas              |
| ---- | ---- | ------------------------------- | ------- | ------------------ |
| 1    | 5    | UKR Eskender Mustafaiev         | 38.77   | Q                  |
| 2    | 4    | FRA David Smétanine             | 38.97   | Q                  |
| 3    | 3    | KOR Kim Kyunghyun               | 40.37   | Q                  |
| 4    | 6    | SWE Christoffer Lindhe          | 41.52   | Q                  |
| 5    | 7    | CZE Arnošt Petráček             | 43.12   |                    |
| 6    | 2    | BRA Ronystony Cordeiro da Silva | 44.22   |                    |
| 7    | 8    | AUS Grant Patterson             | 55.49   | Recorde da Oceania |
| 8    | 1    | MEX Arnulfo Castorena           | 1:03.49 |                    |

### Final
| Pos.   | Raia | Atleta                       | Tempo | Notas |
| ------ | ---- | ---------------------------- | ----- | ----- |
| Ouro   | 4    | UKR Eskender Mustafaiev      | 38.26 |       |
| Prata  | 5    | FRA David Smétanine          | 38.75 |       |
| Bronze | 1    | CZE Jan Povýšil              | 39.47 |       |
| 4      | 2    | ESP Richard Oribe            | 39.47 |       |
| 5      | 3    | MEX Gustavo Sánchez Martínez | 39.97 |       |
| 6      | 6    | SLO Darko Đurić              | 40.21 |       |
| 7      | 8    | SWE Christoffer Lindhe       | 41.02 |       |
| 8      | 7    | KOR Kim Kyunghyun            | 42.49 |       |

## S5

### Eliminatórias

#### Eliminatória 1
| Pos. | Raia | Atleta                           | Tempo | Notas |
| ---- | ---- | -------------------------------- | ----- | ----- |
| 1    | 4    | ESP Sebastián Rodríguez          | 33.80 | Q     |
| 2    | 5    | UKR Dmytro Kryzhanovskyy         | 34.85 | Q     |
| 3    | 3    | VIE Võ Thanh Tùng                | 35.43 | Q     |
| 4    | 2    | IRL James Scully                 | 38.18 |       |
| 5    | 6    | MAS Jamery Siga                  | 39.08 |       |
| 6    | 1    | HUN Zsolt Vereczkei              | 39.46 |       |
| 7    | 8    | DEN Jonas Larsen                 | 40.48 |       |
| 8    | 7    | MAS Zul Amirul Sidi Bin Abdullah | 43.30 |       |

#### Eliminatória 2
| Pos. | Raia | Atleta                | Tempo | Notas |
| ---- | ---- | --------------------- | ----- | ----- |
| 1    | 4    | BRA Daniel Dias       | 33.02 | Q     |
| 2    | 5    | USA Roy Perkins       | 34.16 | Q     |
| 3    | 6    | BRA Clodoaldo Silva   | 35.23 | Q     |
| 4    | 3    | GBR Anthony Stephens  | 35.59 | Q     |
| 5    | 7    | GBR Andrew Mullen     | 37.40 | Q     |
| 6    | 2    | JPN Takayuki Suzuki   | 38.88 |       |
| 7    | 8    | ITA Efrem Morelli     | 42.00 |       |
| 8    | 1    | BRA Francisco Avelino | 43.03 |       |

### Final
| Pos.   | Raia | Atleta                   | Tempo | Notas           |
| ------ | ---- | ------------------------ | ----- | --------------- |
| Ouro   | 4    | BRA Daniel Dias          | 32.05 | Recorde mundial |
| Prata  | 5    | ESP Sebastián Rodríguez  | 33.44 |                 |
| Bronze | 3    | USA Roy Perkins          | 33.69 |                 |
| 4      | 6    | UKR Dmytro Kryzhanovskyy | 34.97 |                 |
| 5      | 2    | BRA Clodaldo Silva       | 34.99 |                 |
| 6      | 1    | GBR Anthony Stephens     | 35.74 |                 |
| 7      | 7    | VIE Võ Thanh Tùng        | 36.05 |                 |
| 8      | 8    | GBR Andrew Mullen        | 38.08 |                 |

## S6

### Eliminatórias

#### Eliminatória 1
| Pos. | Raia | Atleta               | Tempo | Notas |
| ---- | ---- | -------------------- | ----- | ----- |
| 1    | 4    | GER Sebastian Iwanow | 31.29 | Q     |
| 2    | 6    | CHN Tang Yuan        | 31.99 | Q     |
| 3    | 5    | IRL Darragh McDonald | 33.15 | Q     |
| 4    | 3    | SWE Anders Olsson    | 33.88 |       |
| 5    | 2    | AUS Reagan Wickens   | 37.19 |       |

#### Eliminatória 2
| Pos. | Raia | Atleta                     | Tempo | Notas |
| ---- | ---- | -------------------------- | ----- | ----- |
| 1    | 4    | CUB Lorenzo Pérez Escalona | 29.98 | Q     |
| 2    | 5    | AUS Matthew Haanappel      | 32.58 | Q     |
| 3    | 3    | GBR Sascha Kindred         | 33.36 |       |
| 4    | 2    | UKR Iaroslav Semenenko     | 33.53 |       |
| 5    | 6    | GBR Matthew Whorwood       | 33.91 |       |
| 6    | 7    | PRK Rim Ju Song            | 47.87 |       |

#### Eliminatória 3
| Pos. | Raia | Atleta              | Tempo | Notas |
| ---- | ---- | ------------------- | ----- | ----- |
| 1    | 4    | CHN Xu Qing         | 30.11 | Q     |
| 2    | 5    | CHN Zheng Tao       | 30.33 | Q     |
| 3    | 3    | JPN Kyosuke Oyama   | 32.04 | Q     |
| 4    | 6    | BRA Adriano de Lima | 33.18 |       |
| 5    | 2    | AUS Aaron Rhind     | 34.74 |       |
| 6    | 7    | COL Daniel Londono  | 34.98 |       |

### Final
| Pos.   | Raia | Atleta                     | Tempo | Notas              |
| ------ | ---- | -------------------------- | ----- | ------------------ |
| Ouro   | 5    | CHN Qing Xu                | 28.57 | Recorde mundial    |
| Prata  | 4    | CUB Lorenzo Pérez Escalona | 30.04 |                    |
| Bronze | 3    | CHN Zheng Tao              | 30.06 |                    |
| 4      | 6    | GER Sebastian Iwanow       | 30.83 |                    |
| 5      | 7    | JPN Kyosuke Oyama          | 31.94 |                    |
| 6      | 1    | AUS Matthew Haanappel      | 32.13 | Recorde da Oceania |
| 7      | 2    | CHN Tang Yuan              | 32.20 |                    |
| 8      | 8    | IRL Darragh McDonald       | 33.26 |                    |

## S7

### Eliminatórias

#### Eliminatória 1
| Pos. | Raia | Atleta                        | Tempo   | Notas |
| ---- | ---- | ----------------------------- | ------- | ----- |
| 1    | 4    | USA Lantz Lamback             | 28.29   | Q     |
| 2    | 6    | UKR Yevheniy Bohodayko        | 28.88   | Q     |
| 3    | 5    | CHN Pan Shiyun                | 28.97   | Q, AS |
| 4    | 3    | GBR Jonathan Fox              | 29.38   | Q     |
| 5    | 2    | GER Tobias Pollap             | 30.70   | Q     |
| 6    | 7    | UKR Ievgen Poltavskyi         | 32.07   |       |
| 7    | 1    | AND Antonio Sánchez Francisco | 1:00.84 |       |

#### Eliminatória 2
| Pos. | Raia | Atleta                   | Tempo | Notas |
| ---- | ---- | ------------------------ | ----- | ----- |
| 1    | 4    | GBR Matthew Walker       | 28.59 | Q     |
| 2    | 5    | AUS Matthew Levy         | 28.63 | Q     |
| 3    | 6    | GBR Josef Craig          | 29.48 | Q     |
| 4    | 3    | UKR Oleksandr Komarov    | 30.79 |       |
| 5    | 2    | GRE Nikolaos Tsotras     | 31.09 |       |
| 6    | 7    | RUS Andrey Gladkov       | 31.84 |       |
| 7    | 1    | MEX Enrique Pérez Davila | 32.41 |       |

### Final
| Pos.   | Raia | Atleta                 | Tempo | Notas               |
| ------ | ---- | ---------------------- | ----- | ------------------- |
| Ouro   | 4    | USA Lantz Lamback      | 27.84 | Recorde paralímpico |
| Prata  | 2    | CHN Pan Shiyun         | 28.09 | Recorde asiático    |
| Bronze | 5    | GBR Matthew Walker     | 28.47 |                     |
| 4      | 3    | AUS Matthew Levy       | 28.58 | OC                  |
| 5      | 6    | UKR Yevheniy Bohodayko | 28.69 |                     |
| 6      | 7    | GBR Jonathan Fox       | 28.87 |                     |
| 7      | 1    | GBR Josef Craig        | 29.39 |                     |
| 8      | 8    | GER Tobias Pollap      | 29.57 |                     |

## S8

### Eliminatórias

#### Eliminatória 1
| Pos. | Raia | Atleta                      | Tempo | Notas |
| ---- | ---- | --------------------------- | ----- | ----- |
| 1    | 4    | NED Maurice Deelen          | 26.48 | Q     |
| 2    | 5    | CHN Wang Yinan              | 26.74 | Q     |
| 3    | 3    | FRA Charles Rozoy           | 27.77 | Q     |
| 4    | 6    | CHN Guo Jun                 | 27.86 |       |
| 5    | 2    | GBR Sean Fraser             | 28.20 |       |
| 6    | 1    | HUN Ferenc Csuri            | 29.06 |       |
| 7    | 7    | DEN Niels Korfitz Mortensen | 29.24 |       |

#### Eliminatória
| Pos. | Raia | Atleta                   | Tempo | Notas |
| ---- | ---- | ------------------------ | ----- | ----- |
| 1    | 4    | RUS Denis Tarasov        | 25.92 | Q     |
| 2    | 5    | RUS Konstantin Lisenkov  | 26.92 | Q     |
| 3    | 3    | CHN Yang Feng            | 27.41 | Q     |
| 4    | 6    | AUS Blake Cochrane       | 27.81 | Q     |
| 5    | 7    | GBR Thomas Young         | 27.81 | Q     |
| 6    | 2    | ESP Jaime Bailón Galindo | 28.16 |       |
| 7    | 8    | IND Sharath Gayakwad     | 28.98 |       |
| 8    | 1    | CAN Zack McAllister      | 29.29 |       |

### Final
| Pos.   | Raia | Atleta                  | Tempo | Notas            |
| ------ | ---- | ----------------------- | ----- | ---------------- |
| Ouro   | 4    | RUS Denis Tarasov       | 25.82 | Recorde mundial  |
| Prata  | 5    | NED Maurice Deelen      | 26.29 |                  |
| Bronze | 3    | CHN Wang Yinan          | 26.31 | Recorde asiático |
| 4      | 6    | RUS Konstantin Lisenkov | 26.78 |                  |
| 5      | 2    | CHN Yang Feng           | 27.38 |                  |
| 6      | 1    | AUS Blake Cochrane      | 27.64 |                  |
| 7      | 8    | GBR Thomas Young        | 27.71 |                  |
| 8      | 7    | FRA Charles Rozoy       | 27.80 |                  |

## S9

### Eliminatórias

#### Eliminatória 1
| Pos. | Raia | Atleta                        | Tempo | Notas |
| ---- | ---- | ----------------------------- | ----- | ----- |
| 1    | 4    | ESP José Antonio Mari Alcaraz | 26.18 | Q     |
| 2    | 5    | UKR Andriy Kalyna             | 26.61 | Q     |
| 3    | 6    | HUN Csaba Meilinger           | 26.71 | Q     |
| 4    | 3    | POR David Grachat             | 27.18 |       |
| 5    | 2    | MRI Scody Victor              | 34.26 |       |

#### Eliminatória 2
| Pos. | Raia | Atleta               | Tempo | Notas |
| ---- | ---- | -------------------- | ----- | ----- |
| 1    | 4    | HUN Tamás Tóth       | 25.67 | Q     |
| 2    | 5    | JPN Takuro Yamada    | 26.33 | Q     |
| 3    | 3    | FRA Sami El Gueddari | 26.39 | Q     |
| 4    | 2    | AUS Brenden Hall     | 27.27 |       |
| 5    | 6    | USA Cody Bureau      | 27.32 |       |
| 6    | 7    | BAR David Taylor     | 46.38 |       |

#### Eliminatória 3
| Pos. | Raia | Atleta                   | Tempo | Notas |
| ---- | ---- | ------------------------ | ----- | ----- |
| 1    | 4    | AUS Matthew Cowdrey      | 25.63 | Q     |
| 2    | 3    | HUN Tamás Sors           | 26.87 | Q     |
| 3    | 5    | UKR Andriy Sirovatchenko | 26.99 |       |
| 4    | 6    | AUS Michael Auprince     | 27.24 |       |
| 5    | 2    | UKR Iurii Martynov       | 27.90 |       |
| —    | 7    | COM Hassani Ahamada Djae | DSQ   |       |

### Final
| Pos.   | Raia | Atleta                        | Tempo | Notas           |
| ------ | ---- | ----------------------------- | ----- | --------------- |
| Ouro   | 4    | AUS Matthew Cowdrey           | 25.13 | Recorde mundial |
| Prata  | 5    | HUN Tamás Tóth                | 25.75 |                 |
| Bronze | 3    | ESP José Antonio Mari Alcaraz | 25.93 |                 |
| 4      | 6    | JPN Takuro Yamada             | 26.22 |                 |
| 5      | 2    | FRA Sami El Gueddari          | 26.32 |                 |
| 6      | 7    | UKR Andriy Kalyna             | 26.49 |                 |
| 7      | 8    | HUN Tamás Sors                | 26.79 |                 |
| 8      | 1    | HUN Csaba Meilinger           | 26.86 |                 |

## S10

### Eliminatórias

#### Eliminatória 1
| Pos. | Raia | Atleta              | Tempo | Notas |
| ---- | ---- | ------------------- | ----- | ----- |
| 1    | 4    | CAN Nathan Stein    | 23.89 | Q     |
| 2    | 6    | RUS Dmitry Grigorev | 25.07 | Q     |
| 3    | 5    | USA Justin Zook     | 25.22 | Q     |
| 4    | 3    | GBR Graham Edmunds  | 25.28 |       |
| 5    | 2    | CAN Isaac Bouckley  | 26.06 |       |
| 6    | 7    | EST Kardo Ploomipuu | 26.50 |       |

#### Eliminatória 2
| Pos. | Raia | Atleta                  | Tempo | Notas |
| ---- | ---- | ----------------------- | ----- | ----- |
| 1    | 4    | BRA Phelipe Rodrigues   | 24.12 | Q     |
| 2    | 6    | USA Ian Jaryd Silverman | 24.64 | Q     |
| 3    | 5    | CHN Lin Furong          | 25.25 | Q     |
| 4    | 3    | AUS Michael Anderson    | 25.32 |       |
| 5    | 2    | IRI Shahin Izadyar      | 25.97 |       |
| 6    | 7    | AUS Rick Pendleton      | 26.26 |       |
| 7    | 1    | MLT Matthew Sultana     | 31.12 |       |

#### Eliminatória 3
| Pos. | Raia | Atleta                     | Tempo | Notas            |
| ---- | ---- | -------------------------- | ----- | ---------------- |
| 1    | 4    | BRA André Brasil           | 23.50 | Q                |
| 2    | 5    | AUS Andrew Pasterfield     | 24.14 | Q                |
| 3    | 3    | ESP David Levecq           | 25.27 |                  |
| 4    | 6    | RSA Kevin Paul             | 25.49 | Recorde africano |
| 5    | 1    | CZE Filip Coufal           | 26.18 |                  |
| 6    | 7    | DEN Lasse Winther Andersen | 26.19 |                  |
| 7    | 2    | UKR Maksym Isaiev          | 26.76 |                  |

### Final
| Pos.   | Raia | Atleta                  | Tempo | Notas              |
| ------ | ---- | ----------------------- | ----- | ------------------ |
| Ouro   | 4    | BRA André Brasil        | 23.16 | Recorde mundial    |
| Prata  | 5    | CAN Nathan Stein        | 23.58 |                    |
| Bronze | 6    | AUS Andrew Pasterfield  | 23.89 | Recorde da Oceania |
| 4      | 3    | BRA Phelipe Rodrigues   | 23.99 |                    |
| 5      | 7    | RUS Dmitry Grigorev     | 24.61 | Recorde europeu    |
| 6      | 2    | USA Ian Jaryd Silverman | 24.65 |                    |
| 7      | 8    | CHN Lin Furong          | 24.86 | Recorde asiático   |
| 8      | 1    | USA Justin Zook         | 26.00 |                    |

## S11

### Eliminatórias

#### Eliminatória 1
| Pos. | Raia | Atleta                   | Tempo | Notas |
| ---- | ---- | ------------------------ | ----- | ----- |
| 1    | 4    | CHN Yang Bozun           | 25.33 | Q     |
| 2    | 5    | JPN Keiichi Kimura       | 27.29 | Q     |
| 3    | 3    | UKR Viktor Smyrnov       | 27.55 | Q     |
| 4    | 6    | RUS Rustam Nurmukhametov | 27.80 | Q     |
| 5    | 7    | BRA Matheus Souza        | 28.04 |       |
| 6    | 2    | UKR Oleksandr Mashchenko | 28.47 |       |
| 7    | 1    | UKR Dmytro Zalevskyy     | 29.37 |       |

#### Eliminatória 2
| Pos. | Raia | Atleta                 | Tempo | Notas |
| ---- | ---- | ---------------------- | ----- | ----- |
| 1    | 5    | USA Bradley Snyder     | 26.33 | Q     |
| 2    | 3    | RSA Hendri Herbst      | 27.02 | Q     |
| 3    | 6    | RUS Alexander Chekurov | 27.10 | Q     |
| 4    | 4    | ESP Enhamed Enhamed    | 27.34 | Q     |
| 5    | 2    | JPN Junichi Kawai      | 27.97 |       |
| 6    | 7    | POL Grzegorz Polkowski | 28.18 |       |
| 7    | 1    | CUB Yunerki Ortega     | 28.34 |       |

### Final
| Pos.   | Raia | Atleta                   | Tempo | Notas              |
| ------ | ---- | ------------------------ | ----- | ------------------ |
| Ouro   | 4    | CHN Yang Bozun           | 25.27 | Recorde mundial    |
| Prata  | 5    | USA Bradley Snyder       | 25.93 | Recorde da América |
| Bronze | 7    | ESP Enhamed Enhamed      | 26.37 |                    |
| 4      | 6    | RUS Alexander Chekurov   | 26.38 |                    |
| 5      | 2    | JPN Keiichi Kimura       | 26.84 |                    |
| 6      | 1    | UKR Viktor Smyrnov       | 27.03 |                    |
| 7      | 3    | RSA Hendri Herbst        | 27.57 |                    |
| 8      | 8    | RUS Rustam Nurmukhametov | 28.15 |                    |

## S12

### Eliminatórias

#### Eliminatória 1
| Pos. | Raia | Atleta                                | Tempo | Notas |
| ---- | ---- | ------------------------------------- | ----- | ----- |
| 1    | 4    | USA Tucker Dupree                     | 24.52 | Q     |
| 2    | 5    | UKR Sergii Klippert                   | 25.58 |       |
| 3    | 3    | COL Daniel Giraldo Correa             | 25.80 |       |
| 4    | 2    | VEN Pedro Enrique González Valdiviezo | 27.08 |       |
| 5    | 6    | UKR Oleg Tkalienko                    | 27.40 |       |
| 6    | 7    | AUT Peter Tichy                       | 28.78 |       |

#### Eliminatória 2
| Pos. | Raia | Atleta                        | Tempo | Notas |
| ---- | ---- | ----------------------------- | ----- | ----- |
| 1    | 4    | RUS Aleksandr Nevolin-Svetov  | 24.29 | Q     |
| 2    | 3    | GER Daniel Simon              | 25.35 | Q     |
| 3    | 5    | RUS Roman Makarov             | 25.52 | Q     |
| 3    | 6    | GBR James Clegg               | 25.52 | Q     |
| 5    | 2    | KAZ Anuar Akhmetov            | 26.90 |       |
| 6    | 7    | ESP José Ramon Cantero Elvira | 28.41 |       |

#### Eliminatória 3
| Pos. | Raia | Atleta               | Tempo | Notas |
| ---- | ---- | -------------------- | ----- | ----- |
| 1    | 4    | UKR Maksym Veraksa   | 23.80 | Q     |
| 2    | 5    | ESP Omar Font        | 25.18 | Q     |
| 3    | 6    | BLR Uladzimir Izotau | 25.42 | Q     |
| 4    | 3    | ITA Fabrizio Sottile | 25.82 |       |
| 5    | 2    | ESP Albert Gelis     | 27.13 |       |
| 6    | 7    | AUS Jeremy McClure   | 28.77 |       |

### Final
| Pos.   | Raia | Atleta                       | Tempo | Notas              |
| ------ | ---- | ---------------------------- | ----- | ------------------ |
| Ouro   | 4    | UKR Maksym Veraksa           | 23.60 |                    |
| Prata  | 5    | RUS Aleksandr Nevolin-Svetov | 23.96 |                    |
| Bronze | 3    | USA Tucker Dupree            | 24.37 | Recorde da América |
| 4      | 6    | ESP Omar Font                | 24.75 |                    |
| 5      | 7    | BLR Uladzimir Izotau         | 24.99 |                    |
| 6      | 8    | GBR James Clegg              | 25.20 |                    |
| 7      | 2    | GER Daniel Simon             | 25.55 |                    |
| 8      | 1    | RUS Roman Makarov            | 25.57 |                    |

## S13

### Eliminatórias

#### Eliminatória 1
| Pos. | Raia | Atleta                     | Tempo | Notas |
| ---- | ---- | -------------------------- | ----- | ----- |
| 1    | 4    | BLR Dzmitry Salei          | 24.33 | Q     |
| 1    | 5    | AUS Timothy Antalfy        | 24.33 | Q     |
| 3    | 6    | BRA Carlos Farrenberg      | 24.71 | Q     |
| 4    | 2    | RUS Aleksandr Golintovskii | 24.96 | Q     |
| 5    | 3    | NZL Daniel Sharp           | 25.16 |       |
| 6    | 7    | NZL Daniel Holt            | 25.89 |       |
| 7    | 1    | UKR Maksym Zavodnyy        | 26.35 |       |

#### Eliminatória 2
| Pos. | Raia | Atleta                     | Tempo | Notas |
| ---- | ---- | -------------------------- | ----- | ----- |
| 1    | 6    | BLR Ihar Boki              | 24.26 | Q     |
| 2    | 5    | RSA Charles Bouwer         | 24.36 | Q     |
| 3    | 4    | UKR Oleksii Fedyna         | 24.57 | Q     |
| 4    | 3    | GRE Charalampos Taiganidis | 24.74 | Q     |
| 5    | 2    | UKR Danylo Chufarov        | 25.15 |       |
| 6    | 7    | AUS Sean Russo             | 25.48 |       |
| 7    | 1    | RUS Stepan Smagin          | 25.62 |       |

### Final
| Pos.   | Raia | Atleta                     | Tempo | Notas              |
| ------ | ---- | -------------------------- | ----- | ------------------ |
| Ouro   | 6    | RSA Charles Bouwer         | 23.99 | Recorde africano   |
| Prata  | 4    | BLR Ihar Boki              | 24.07 |                    |
| Bronze | 2    | UKR Oleksii Fedyna         | 24.09 |                    |
| 4      | 3    | AUS Timothy Antalfy        | 24.26 | Recorde da Oceania |
| 5      | 5    | BLR Dzmitry Salei          | 24.30 |                    |
| 6      | 7    | BRA Carlos Farrenberg      | 24.62 | Recorde da América |
| 7      | 1    | GRE Charalampos Taiganidis | 24.69 |                    |
| 8      | 8    | RUS Aleksandr Golintovskii | 24.82 |                    |

Legenda
| Recorde mundial      | Recorde mundial (World record)               |                       | Recorde africano                      | Recorde africano (African) |                                           | Q | Classificado por posição (Qualified) |
| Recorde paralímpico  | Recorde paralímpico (Paralympic record)      | Recorde da América    | Recorde da América (Americas)         | q                          | Classificado por melhor tempo (Qualified) |   |                                      |
| Melhor marca do ano  | Melhor marca do ano (World leading)          | Recorde asiático      | Recorde asiático (Asian)              | DNS                        | Não largou (Did not start)                |   |                                      |
| Recorde nacional     | Recorde nacional (National record)           | Recorde europeu       | Recorde europeu (European)            | DNF                        | Não terminou (Did not finish)             |   |                                      |
| Recorde pessoal      | Recorde pessoal do atleta (Personal best)    | Recorde da Oceania    | Recorde da Oceania (Oceania)          | DSQ / DQ                   | Desclassificado (Disqualified)            |   |                                      |
| Recorde da temporada | Recorde da temporada do atleta (Season best) | Recorde sul-americano | Recorde sul-americano (South America) | NM                         | Sem marca (No mark)                       |   |                                      |